# 海安県 (連雲港市)
海安県（かいあん-けん）は中華人民共和国江蘇省にかつて存在した県。現在の連雲港市の一部に相当する。南通市に位置する現行の海安県とは別の行政区画である。
南北朝時代、梁により設置された。北斉により廃止されている。